# Dokument von Balamand
Das Dokument von Balamand (auch Balamand-Dokument oder Erklärung von Balamand) ist eine gemeinsame ökumenische Deklaration der römisch-katholischen Kirche und den orthodoxen Kirchen. Sie wurde unter dem Titel Uniatismus, der frühere Weg zur Einheit, und das heutige Suchen nach Wegen zur Einheit am 23. Juni 1993 von der Gemeinsamen Internationalen Kommission für den theologischen Dialog zwischen der katholischen Kirche und der orthodoxen Kirche auf ihrer siebten Plenarversammlung im libanesischen Kloster Balamand verabschiedet.

## Vorgeschichte
In der Gemeinsame Kommission arbeiteten hochrangige Amtsträger und Theologen der römisch-katholischen bzw. orthodoxe Kirchen seit 1980 an theologischen Themen. Seit Beginn der 1990er Jahre wurde auf Bitten der orthodoxen Teilnehmer über das Thema des Uniatismus gearbeitet. Bereits in der Erklärung des Treffens in Freising 1990 war der Uniatismus als Weg zur Einheit der Kirche verworfen worden. Die Deklaration von Balamand wurde danach, bei den Beratungen in Ariccia im Juni 1991, von einem gemeinsamen Ausschuss vorbereitet und anschließend in Balamand diskutiert und schließlich verabschiedet.

## Inhalt des Dokuments
Das Dokument von Balamand gliedert sich in drei Teile: Einleitung, Dogmatische Grundlagen und Praktische Grundsätze.
In Anlehnung an frühere Vereinbarungen erklärt der Text, nach der Einheit der allgemeinen Kirche zu streben, beide Kirchen als Schwesterkirchen anzuerkennen und von der Position abzurücken, dass nur eine von beiden die einzig wahre Kirche sei.
Die Dogmatischen Grundlagen beinhalten eine Reihe von Thesen, die sich auf die Geschichte der Beziehungen zwischen der katholischen und der orthodoxen Kirche beziehen. Man beschreibt darüber hinaus Möglichkeiten, eine Einheit zu erreichen, und vereinbart, von Uniatismus und Proselytismus Abstand zu nehmen. Es wird versichert, dass die unierten Katholischen Ostkirchen – als Teil der römisch-katholischen Kirche – weiter bestehen sollten, da ihnen im Dialog der beiden großen Kirchen eine Vermittlerrolle zugedacht ist.
Die Praktischen Grundsätze umfassen Ratschläge für Geistliche beider Konfessionen, an denen sie sich bei ihrer pastoralen Tätigkeit orientieren sollen. Die Grundsätze beziehen sich auf die Umsetzung der Vereinbarungen, von gegenseitiger Feindschaft abzurücken und in Zusammenarbeit gegenseitige Loyalität zu zeigen. Damit soll das gegenseitige Misstrauen und Vorurteile abgebaut werden. Die Deklaration ruft zudem insbesondere Bischöfe beider Kirchen auf, wohltätige und seelsorgerische Tätigkeiten, wie Unterstützung bei der Liturgie, gemeinsam abzustimmen, sich jedoch nicht in die Angelegenheiten der Gläubigen der jeweiligen Kirche einzumischen und sich in Streitfragen auf gütlichem Wege zu einigen.

## Die Bedeutung des Dokuments
Der Inhalt des Dokuments stellte einen enormen Schritt beider Seiten im Dialog der katholischen und der orthodoxen Kirchen dar. Die römisch-katholische Kirche machte Zugeständnisse, indem sie vom Uniatismus abrückte, der für die Orthodoxie unannehmbar war. Von großer Bedeutung war außerdem das beiderseitige Ablassen vom Exklusivismus und das Anerkennen beider Konfessionen als Träger des Heils. Eine Einigung der Kirche wird demnach nur durch das gegenseitige „Treffen in Wahrheit und Liebe“ und nicht durch einen Anschluss oder eine Vereinigung zu erreichen sein.
Mit den in das Dokument aufgenommenen Grundsätzen näherte man sich deutlich einer Einheit an. Trotzdem oder gerade deswegen weckte es auch Kontroversen. Auch wenn Papst und der Patriarch, die Hauptakteure des alten, nunmehr beigelegten Konflikts, zustimmten, so gab es in beiden Konfessionen doch Gegenstimmen. Vor allem die den Exklusivismus betreffende Einigung wurde von konservativen Kreisen abgelehnt. Die Rumänische griechisch-katholische Kirche sowie die Ukrainische Griechisch-Katholische Kirche fühlten sich benachteiligt, da sie nicht als eigenständige Schwesterkirchen anerkannt wurden.
Auf orthodoxer Seite waren die Meinungen zum Dokument von Balamand geteilt. Im Jahre 1995 sagte das Patriarchat der Rumänisch-Orthodoxen Kirche volle Unterstützung für das Dokument zu. Die konservative Mönchsgemeinschaft vom Berg Athos und mit ihr die Kirche von Griechenland lehnten sie ab. Die Synode der Russisch-Orthodoxen Kirche nahm das Dokument zwar im Juli 1997 zur Kenntnis, bezog jedoch nach internen Diskussionen keinen eindeutigen Standpunkt.
Die teils als unzureichend aufgefasste Rezeption des Dokuments hemmte den ökumenischen Dialog zwischen den orthodoxen Kirchen und der römisch-katholischen Kirche. Dies zeigte sich insbesondere bei der Gemeinsamen Kommission, die sich erst sieben Jahre später wieder traf. Das Treffen in Baltimore im Jahre 2000 verlief nach heftigen Debatten ergebnislos.

## Text
- Die Eucharistie der einen Kirche. Dokumente des katholisch-orthodoxen Dialogs auf deutscher und auf internationaler Ebene, 3., erw. Auflage, Sekretariat der Dt. Bischofskonferenz, Bonn 1995, S. 59–67.
- Harding Meyer, Damaskinos Papandreou, Hans Jörg Urban, Lukas Vischer (Hrsg.): Dokumente wachsender Übereinstimmung. Sämtliche Berichte und Konsenstexte interkonfessioneller Gespräche auf Weltebene.  Band 3: 1990–2001. Paderborn/Frankfurt a. M. 2003, S. 560–567, ISBN 3-87476-440-0.
- online auf der Website von Pro Oriente (dort auch weitere Sprachfassungen).